# Логарифмические тождества

Почтовая марка Никарагуа 1971 года и её оборот. Закон Непера (логарифмы)

Данная статья содержит сводку разнообразных алгебраических и аналитических тождеств, связанных с логарифмами. Эти тождества особенно полезны при решении алгебраических и дифференциальных уравнений, содержащих логарифмы.
Далее все переменные подразумеваются вещественными, основания логарифма и логарифмируемые выражения положительны, причём основание логарифма не равно 1. Обобщение на комплексные числа см. в статье Комплексный логарифм.

## Алгебраические тождества
Из определения логарифма следует основное логарифмическое тождество:
{\displaystyle a^{\log _{a}b}=b}
Ещё несколько равенств, очевидных из определения логарифма:
{\displaystyle \log _{a}1=0}
{\displaystyle \log _{a}a=1}
{\displaystyle \log _{a}a^{b}=b}

### Логарифм произведения, частного от деления, степени и корня
Сводка тождеств:
|                     | Формула                                                                                         | Пример | Доказательство |
| ------------------- | ----------------------------------------------------------------------------------------------- | --- | --- |
| Произведение        | {\displaystyle \log _{a}(xy)=\log _{a}(x)+\log _{a}(y)}                                         | {\displaystyle \log _{3}(243)=\log _{3}(9\cdot 27)=\log _{3}(9)+\log _{3}(27)=2+3=5}                                                     | |
| Частное от деления  | {\displaystyle \log _{a}\!\left({\frac {x}{y}}\right)=\log _{a}(x)-\log _{a}(y)}                | {\displaystyle \lg \left({\frac {1}{1000}}\right)=\lg(1)-\lg(1000)=0-3=-3}                                                               | |
| Степень             | {\displaystyle \log _{a}(x^{p})=p\log _{a}(x)}                                                  | {\displaystyle \log _{2}(64)=\log _{2}(2^{6})=6\log _{2}(2)=6}                                                                           | Доказательство {\displaystyle \log _{a}{x^{p}}=y} {\displaystyle a^{y}=x^{p}} {\displaystyle a^{\frac {y}{p}}=x} {\displaystyle log_{a}{x}={\frac {y}{p}}} {\displaystyle p\cdot log_{a}{x}=y}                                            |
| Степень в основании | {\displaystyle \log _{(a^{p})}(x)={\frac {1}{p}}\log _{a}(x)={\frac {\log _{a}(x)}{p}}}         | {\displaystyle \log _{2^{10}}{\sin {({\frac {\pi }{6}})}}={\frac {\log _{2}{\frac {1}{2}}}{10}}=-{\frac {1}{10}}=-0.1}                   | Доказательство {\displaystyle \log _{a^{p}}{x}=y} {\displaystyle a^{y\cdot p}=x} {\displaystyle log_{a}{x}=p\cdot y} {\displaystyle {\frac {log_{a}{x}}{p}}=y}                                                                            |
| Корень              | {\displaystyle \log _{a}{\sqrt[{p}]{(x)}}={\frac {1}{p}}\log _{a}(x)={\frac {\log _{a}(x)}{p}}} | {\displaystyle \lg {\sqrt {1000}}={\frac {1}{2}}\lg 1000={\frac {3}{2}}=1.5}                                                             | Доказательство {\displaystyle \log _{a}{\sqrt[{p}]{x}}=y} {\displaystyle a^{y}={\sqrt[{p}]{x}}} {\displaystyle a^{p\cdot y}=x} {\displaystyle log_{a}{x}=p\cdot y} {\displaystyle {\frac {log_{a}{x}}{p}}=y}                              |
| Корень в основании  | {\displaystyle \log _{\sqrt[{p}]{a}}(x)=p\log _{a}(x)}                                          | {\displaystyle \log _{\sqrt {\pi }}{(4\cdot \arctan {1})}=2\cdot \log _{\pi }{(4\cdot {\frac {\pi }{4}})}=2\cdot \log _{\pi }{(\pi )}=2} | Доказательство {\displaystyle \log _{\sqrt[{p}]{a}}{x}=y} {\displaystyle a^{\frac {y}{p}}=x} {\displaystyle a^{y}=x^{p}} {\displaystyle a^{\frac {y}{p}}=x} {\displaystyle log_{a}{x}={\frac {y}{p}}} {\displaystyle p\cdot log_{a}{x}=y} |

Существует очевидное обобщение приведённых формул на случай, когда допускаются отрицательные значения переменных, например:
{\displaystyle \log _{a}|xy|=\log _{a}|x|+\log _{a}|y|}
{\displaystyle \log _{a}\!\left|{\frac {x}{y}}\right|=\log _{a}|x|-\log _{a}|y|}
Формулы для логарифма произведения без труда обобщаются на произвольное количество сомножителей:
{\displaystyle \log _{a}(x_{1}x_{2}\dots x_{n})=\log _{a}(x_{1})+\log _{a}(x_{2})+\dots +\log _{a}(x_{n})}
{\displaystyle \log _{a}|x_{1}x_{2}\dots x_{n}|=\log _{a}|x_{1}|+\log _{a}|x_{2}|+\dots +\log _{a}|x_{n}|}

### Логарифм суммы и разности
Хотя логарифм суммы (или разности) не выражается через логарифмы слагаемых, приведенные ниже формулы могут оказаться полезными.
{\displaystyle \log _{a}(b+c)=\log _{a}b+\log _{a}\left(1+{\frac {c}{b}}\right)}
{\displaystyle \log _{a}(b-c)=\log _{a}b+\log _{a}\left(1-{\frac {c}{b}}\right),\quad } здесь {\displaystyle b>c}
Обобщение:
{\displaystyle \log _{a}\sum \limits _{k=1}^{N}b_{k}=\log _{a}b_{1}+\log _{a}\left(1+\sum \limits _{k=2}^{N}{\frac {b_{k}}{b_{1}}}\right)=\log _{a}b_{1}+\log _{a}\left(1+\sum \limits _{k=2}^{N}a^{\left(\log _{a}b_{k}-\log _{a}b_{1}\right)}\right)}

### Замена основания логарифма
Логарифм {\displaystyle \log _{a}b} по основанию {\displaystyle a} можно преобразовать в логарифм по другому основанию {\displaystyle c}:
{\displaystyle \log _{a}b={\frac {\log _{c}b}{\log _{c}a}}}
Следствие (при {\displaystyle b=c}) — перестановка основания и логарифмируемого выражения:
{\displaystyle \log _{a}b={\frac {1}{\log _{b}a}}}

### Другие тождества
Если выражения для основания логарифма и для логарифмируемого выражения содержат возведение в степень, для упрощения можно применить следующее тождество:
{\displaystyle {\log _{a^{q}}{b}}^{p}={\frac {p}{q}}\log _{a}{b}}
Это тождество сразу получается, если в логарифме слева заменить основание {\displaystyle a^{q}} на {\displaystyle a} по вышеприведённой формуле замены основания. Следствия:
{\displaystyle \log _{a^{k}}b={\frac {1}{k}}\log _{a}b;\quad \log _{\sqrt[{n}]{a}}b=n\log _{a}b;\quad \log _{a^{k}}b^{k}=\log _{a}b}
Ещё одно полезное тождество:
{\displaystyle c^{\log _{a}b}=b^{\log _{a}c}}
Для его доказательства заметим, что логарифмы левой и правой частей по основанию {\displaystyle a} совпадают (равны {\displaystyle \log _{a}b\cdot \log _{a}c}), а тогда левая и правая части тождественно равны. Прологарифмировав предыдущее тождество по произвольному основанию {\displaystyle d,} получаем ещё одно тождество «обмена основаниями»:
{\displaystyle \log _{a}b\cdot \log _{d}c=\log _{d}b\cdot \log _{a}c}
Это тождество легко распространить на любое число сомножителей, например:
{\displaystyle \log _{a}x\cdot \log _{b}y\cdot \log _{c}z\cdot \log _{d}w=\log _{b}x\cdot \log _{d}y\cdot \log _{c}z\cdot \log _{a}w}
Другими словами, в произведении такого вида можно делать произвольную перестановку оснований логарифмов.
{\displaystyle x^{\frac {\log _{a}b}{\log _{a}x}}=b}
Это тождество также просто доказать, прологарифмировав обе части по основанию {\displaystyle x.}
{\displaystyle \log _{xy}a={\frac {1}{{\frac {1}{\log _{x}a}}+{\frac {1}{\log _{y}a}}}}}
Для доказательства этого тождества надо дважды применить приведенное выше правило перестановки:
{\displaystyle {\frac {1}{\log _{x}a}}=\log _{a}x;\quad {\frac {1}{\log _{y}a}}=\log _{a}y;\quad {\frac {1}{\log _{a}(xy)}}=\log _{xy}a}

## Аналитические тождества

### Предельные соотношения
Приведём несколько полезных пределов, связанных с логарифмами:
{\displaystyle \lim _{x\to 0}{\frac {\log _{a}(1+x)}{x}}=\log _{a}e={\frac {1}{\ln a}}}
{\displaystyle \lim _{x\to 0^{+}}x^{b}\log _{a}x=0\quad (b>0)}
{\displaystyle \lim _{x\to \infty }{\frac {\log _{a}x}{x^{b}}}=0\quad (b>0)}
{\displaystyle \ln x=\lim _{n\to \infty }n\left({\sqrt[{n}]{x}}-1\right)=\lim _{n\to \infty }n\left(1-{\frac {1}{\sqrt[{n}]{x}}}\right)}
{\displaystyle \ln x=\lim _{h\to 0}{\frac {x^{h}-1}{h}}}

### Производная и интеграл
Производная для логарифмической функции вычисляется по формуле:
{\displaystyle {d \over dx}\ln x={1 \over x},}
{\displaystyle {d \over dx}\log _{a}x={1 \over x\ln a}={\log _{a}e \over x}}
Определение логарифма через определённый интеграл:
{\displaystyle \ln x=\int _{1}^{x}{\frac {1}{t}}dt}
Первообразная для логарифма:
{\displaystyle \int \log _{a}x\,dx=x(\log _{a}x-\log _{a}e)+C}
{\displaystyle \int \ln x\,dx=x(\ln x-1)+C}
Чтобы привести формулы для интегралов высоких порядков, обозначим {\displaystyle H_{n}\ n-}е по порядку гармоническое число:
{\displaystyle H_{n}={\frac {1}{1}}+{\frac {1}{2}}+{\frac {1}{3}}+\dots +{\frac {1}{n}}}
Далее обозначим:
{\displaystyle x^{\left[0\right]}=\ln x}
{\displaystyle x^{\left[n\right]}=x^{n}(\ln x-H_{n});\quad } ({\displaystyle n=1,2,3\dots })
Мы получаем последовательность функций:
{\displaystyle x^{\left[1\right]}=x\ln x-x}
{\displaystyle x^{\left[2\right]}=x^{2}\ln x-{\begin{matrix}{\frac {3}{2}}\end{matrix}}\,x^{2}}
{\displaystyle x^{\left[3\right]}=x^{3}\ln x-{\begin{matrix}{\frac {11}{6}}\end{matrix}}\,x^{3}}
и т. д. Тогда имеют место тождества:
{\displaystyle {\frac {d}{dx}}\,x^{\left[n\right]}=n\,x^{\left[n-1\right]};\quad } ({\displaystyle n=1,2,3\dots })
{\displaystyle \int x^{\left[n\right]}\,dx={\frac {x^{\left[n+1\right]}}{n+1}}+C;\quad } ({\displaystyle n=0,1,2,3\dots })